# Eupithecia icterata
Eupithecia icterata là một loài bướm đêm trong họ Geometridae.

## Hình ảnh

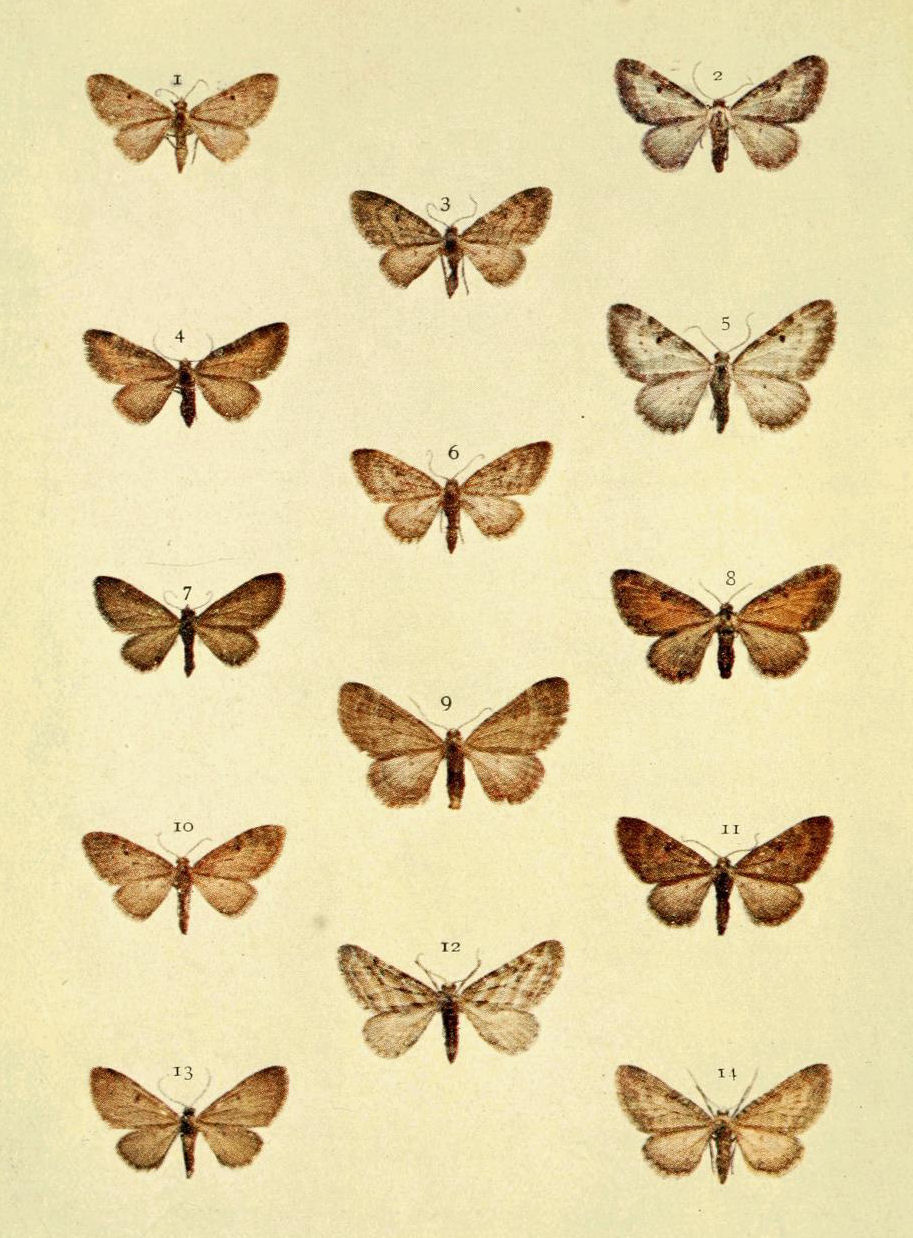